# 艾昂城 (喬治亞州)
艾昂城（英語：Iron City）是一個位於美國喬治亞州塞米諾爾縣的城鎮。

## 地理
艾昂城的座標為31°00′51″N 84°48′43″W / 31.01417°N 84.81194°W，而該地的平均海拔高度為44米（即144英尺）。

## 人口
根據2010年美國人口普查的數據，艾昂城的面積為2.10平方千米，當中陸地面積為2.10平方千米，而水域面積為0.00平方千米。當地共有人口310人，而人口密度為每平方千米148人。